# Vendays-Montalivet
Vendays-Montalivet è un comune francese di 2 328 abitanti situato nel dipartimento della Gironda, nella regione della Nuova Aquitania.

## Economia

### Turismo
Dal 1950 è presente il Centre Hélio-Marin Montalivet, il primo villaggio turistico al mondo in ordine di tempo dedicato al naturismo. Può ospitare fino a quattordicimila turisti, un centinaio di persone vi abitano permanentemente.

## Società

### Evoluzione demografica
Abitanti censiti